# MDR Thüringen – Osterspaziergang
Der Osterspaziergang ist eine Aktion des MDR Thüringen. Jedes Jahr am Ostersonntag lädt MDR Thüringen zum gemeinsamen Wandern in einen Thüringer Ort ein. Die erste Wanderung fand 1994 statt. Die Aktion zieht jedes Jahr Tausende von Wanderfreunden an.

## Geschichte
Die Idee für den Osterspaziergang wurde 1994 spontan kurz vor Ostersonntag 1994 in Neustadt an der Orla geboren. Initiator war MDR-Moderator Mathias Kaiser. Damals waren knapp 2.000 Leute unterwegs, 2025 kamen 18.000 Wanderfreunde. In 30 Jahren wurde in 30 verschiedenen Thüringer Orten gewandert. Autorin, Redakteurin und Organisatorin Heike Neuhaus hat die 30 schönsten Wanderrouten in Form eines Wanderführers für Thüringen zusammengefasst.

## Ablauf
Die Teilnahme am MDR Thüringen-Osterspaziergang ist kostenlos. Auf einem zentralen Platz, meistens dem Marktplatz, gibt es ein großes Bühnenprogramm mit Livemusik und Unterhaltung – Moderatoren aus dem Radio- und Fernsehprogramm führen durch die Shows. 
Start der Wanderungen ist immer um 9 Uhr an einem zentralen Platz, der auch als Ziel fungiert. Es gibt jeweils vier verschiedene Wanderrouten, die auf unterschiedliche Bedürfnisse ausgelegt ist. So werden beispielsweise kürzere Strecken angeboten, die leicht mit Kinderwagen befahren werden können oder komplett barrierearm sind. Die längsten Wanderrouten sind für geübte Wanderer und dauern mehrere Stunden. An allen Strecken stehen Versorgungspunkte.
MDR Thüringen berichtet ausführlich über die Vorbereitungen und sendet am Ostersonntag live. Im MDR Thüringen Journal, bei MDR Thüringen – Das Radio, im Netz und in der MDR Thüringen App gibt es aktuelle Eindrücke und die besten Bilder von den Wanderungen.
Um 20 Uhr endet das Event. Hunderte freiwillige Helfer von Vereinen, Feuerwehr, Technischem Hilfswerk und Rettungsdienst kümmern sich um Sicherheit und Service.

## Orte
1. 1994: Neustadt an der Orla
2. 1995: Floh-Seligenthal
3. 1996: Luisenthal
4. 1997: Weißenborn
5. 1998: Drognitz
6. 1999: Craula
7. 2000: Neuenbau
8. 2001: Wintersdorf
9. 2002: Sitzendorf
10. 2003: Geba
11. 2004: Mühlberg
12. 2005: Neustadt/Harz
13. 2006: Berga/Elster
14. 2007: Bad Liebenstein
15. 2008: Hohenfelden
16. 2009: Bleicherode
17. 2010: Zeulenroda
18. 2011: Gierstädt
19. 2012: Heldburg
20. 2013: Bad Salzungen
21. 2014: Bad Sulza
22. 2015: Schmalkalden
23. 2016: Münchenbernsdorf
24. 2017: Schalkau
25. 2018: Bad Tabarz
26. 2019: Bad Frankenhausen/Kyffhäuser
2020/2021: ausgefallen wegen Corona
27. 2022: Stadtilm
28. 2023: Eisenach
29. 2024: Apolda
30. 2025: Gotha